# 雷地区新堡
雷地区新堡（法語：Bourgneuf-en-Retz，法語發音：[buʁnœf ɑ̃ ʁɛ]）是法国大西洋卢瓦尔省的一个旧市镇，位于该省南部偏西，属于圣纳泽尔区。2016年，雷地区新堡与相邻的雷地区弗雷奈合并为新市镇雷地区新城，并成为该市镇的政府驻地。

## 地理
雷地区新堡（47°2'35"N, 1°57'10"W）面积53.19 平方千米，位于法国卢瓦尔河地区大区大西洋卢瓦尔省，该省份为法国西北部沿海省份，位于布列塔尼半岛东南部，北起伊勒-维莱讷省，西北接莫尔比昂省，西临大西洋，南至旺代省，东临曼恩-卢瓦尔省。
雷地区新堡的时区为UTC+01:00、UTC+02:00（夏令时）。

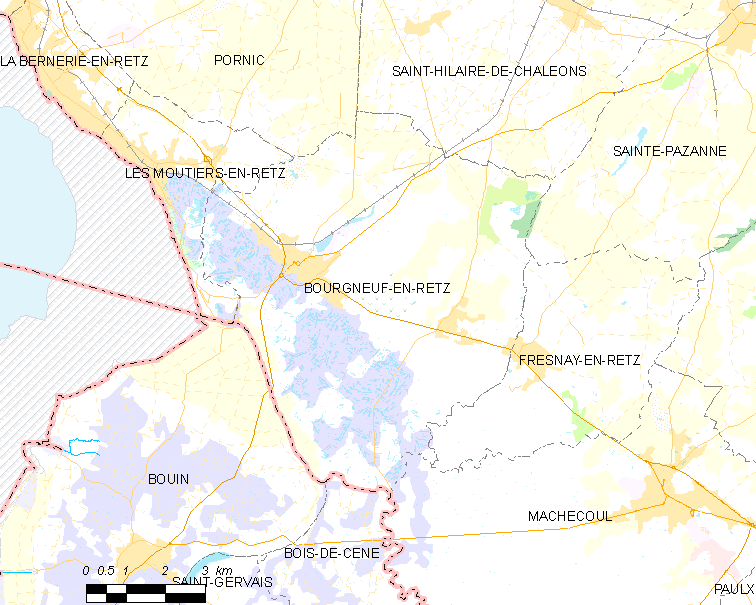
雷地区新堡的OSM定位图

## 行政
雷地区新堡的邮政编码为44580，INSEE市镇编码为44021。

## 政治
雷地区新堡所属的省级选区为马什库勒-圣梅姆县。

## 人口

1962-2008年间雷地区新堡人口变化图示

雷地区新堡于2018年1月1日时的人口数量为3667人。